# Augustus C. Dodge
Augustus Caesar Dodge, född 2 januari 1812 i Sainte Genevieve i Louisianaterritoriet (i nuvarande Missouri), död 20 november 1883 i Burlington i Iowa, var en amerikansk demokratisk politiker. Han representerade delstaten Iowa i USA:s senat 1848-1855. Fadern Henry Dodge var senator för Wisconsin 1848-1857, hela den tid som sonen Augustus var senator och ytterligare ett par år.
Dodge flyttade 1827 till Illinois. Han deltog sedan i Black Hawk-kriget. Han flyttade 1837 till Iowaterritoriet.
Dodge representerade Iowaterritoriet som en icke röstberättigad delegat i USA:s kongress 1840-1846. De två första senatorerna för Iowa, Dodge och George W. Jones, tillträdde först 1848 trots att Iowa hade blivit delstat redan i december 1846.
Dodge var chef för USA:s diplomatiska beskickning i Spanien 1855-1859. Efter återkomsten från Spanien kandiderade han utan framgång i guvernörsvalet i Iowa. Han var borgmästare i Burlington, Iowa 1874-1875.
Dodges grav finns på Aspen Grove Cemetery i Burlington. Dodge County, Nebraska har fått sitt namn efter Augustus C. Dodge.